# Planta desaladora Tocopilla
La planta desaladora Tocopilla es una infraestructura hidráulica que produce 75 l/s de agua potable para la satisfacción de las necesidades de los habitantes de Tocopilla. Su construcción comenzó en 2017 y necesitó de una inversión de US$ 45 millones que a su vez reportaron ingresos de $ 3500 millones por contratación de proveedores y servicios locales asociados en la comuna.

## Función
Las instalaciones se encuentran en el borde costero de Caleta Vieja, al norte de la ciudad.
La planta extrae agua de mar por cuatro torres de captación sumergidas a 29 m bajo el nivel del mar y a 650 m de la costa, a través de un ducto de 1,2 m de diámetro de material polietileno de alta densidad (HDPE). Los 650 m van anclados con machones en el lecho marino con excepción de unos 40 m que corren bajo tierra y llegan hasta la planta elevadora de agua de mar. : 6 
La planta elevadora está ubicada en el subsuelo y tiene una cámara de aspiración, bombas que impulsan el agua desde bajo el nivel del mar hasta el edificio de procesos y un sistema que protege los ductos en caso de que una falta de fuerza eléctrica aumente la presión en forma indebida.
Una vez en el edificio de procesos el agua es sometida a diversos tratamientos de filtración y osmosis que producen agua para el consumo humano que cumple a cabalidad con todas las exigencias de la normativa chilena.
El proceso deja también un agua de descarte, salmuera, que contiene la sal que se ha extraído. Grosso modoes el 50% del agua que se extrae del mar, dependiendo de la efectividad del proceso. Esta es retornada al mar por un emisario del mismo material HDPE que se interna 225 m en el mar, los primeros 40 m de los cuales están enterrados y el resto anclados con machones. El difusor al extremo final del emisario está formado por 10 toberas de difusión que aseguran una rápida disolución de la salmuera en el mar.: 5 

## Población, economía y ecología
Tanto la planta como la ciudad de Tocopilla se encuentran en las cuencas costeras entre río Loa y quebrada de Caracoles, una zona sin grandes fuentes de agua que siempre ha debido traerla desde grandes distancias. Esta planta da seguridad al abastecimiento de la ciudad y permitirá liberar otras fuentes lejanas para usos más necesarios. La planta satisface el 100% de las necesidades de agua potable de la ciudad.